# The Doughboys (Tasmânia)
The Doughboys são um par de ilhas perto do Cabo Grim, o ponto noroeste da Tasmânia, na Austrália. A ilha ocidental tem uma área de 5,4 hectares (13 acres) e a ilha oriental tem uma área de 7 hectares (17 acres). As duas ilhas fazem parte do Grupo de Ilhas Trefoil.

## Galeria
- O oeste das duas ilhas, mais distante da costa
- O leste das duas ilhas, mais próximo da costa
- Sinal de aviso do penhasco em Cape Grim, Tasmânia, com os Doughboys em segundo plano